# Daechwita
Daechwita ("grande sopro e golpe") é um gênero musical tradicional coreano que consiste em música militar composta por instrumentos de sopro e percussão, geralmente executados durante uma marcha. Instrumentos usados para incluir nabal, nagak e taepyeongso, com jing (gong), jabara (címbalos) e yonggo (hangul: 용고; hanja: 龍鼓; tambor pintado com desenhos de dragão)
Este estilo de música militar coreana é frequentemente usado na Marcha da Guarda em cerimônias no Palácio Gyeongbok em Seul, bem como no Palácio Deoksugung. Um daechwita especial é quando se celebra o serviço da Unidade de Guarda Tradicional do Exército da Coreia do Sul, e é a única em que tem o Ulla, o Pungmul-buk e o Greyhound em sua instrumentação. Este é o mesmo caso para bandas coreanas tradicionais fora de sua terra natal, que também têm uma bateria de percussão pungmul marchando (com tambores kkwaenggwari, janggu e pungmul-buk) na parte traseira com uniformes distintos entre os dois conjuntos.
Os uniformes dos grupos são em ouro real ou vermelho e branco, quando estes estavam ligados ao período imperial.

## Chwi-ta

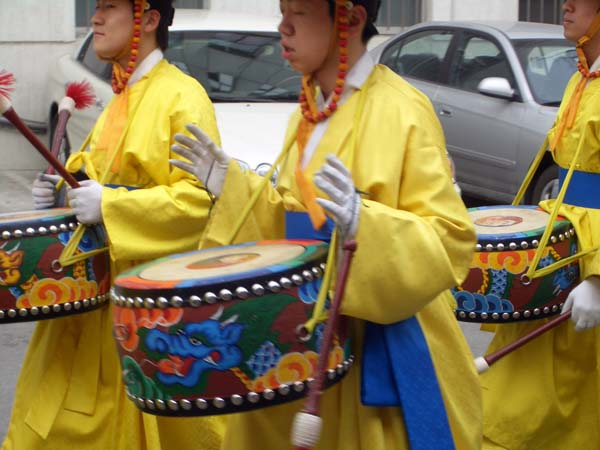
Daechwita Os músicos que tocam yonggo (nas ruas de Seul)

Chwi-ta (O choi-ta) é o nome da música militar tocada em marchas militares.

## Cultura popular
O rapper coreano Agust D lançou uma música sob o título Daechwita (대취타) em seu segundo solo D-2 (2020). A música é fortemente inspirada por samples reais da Daechwita.

## Ligações externas

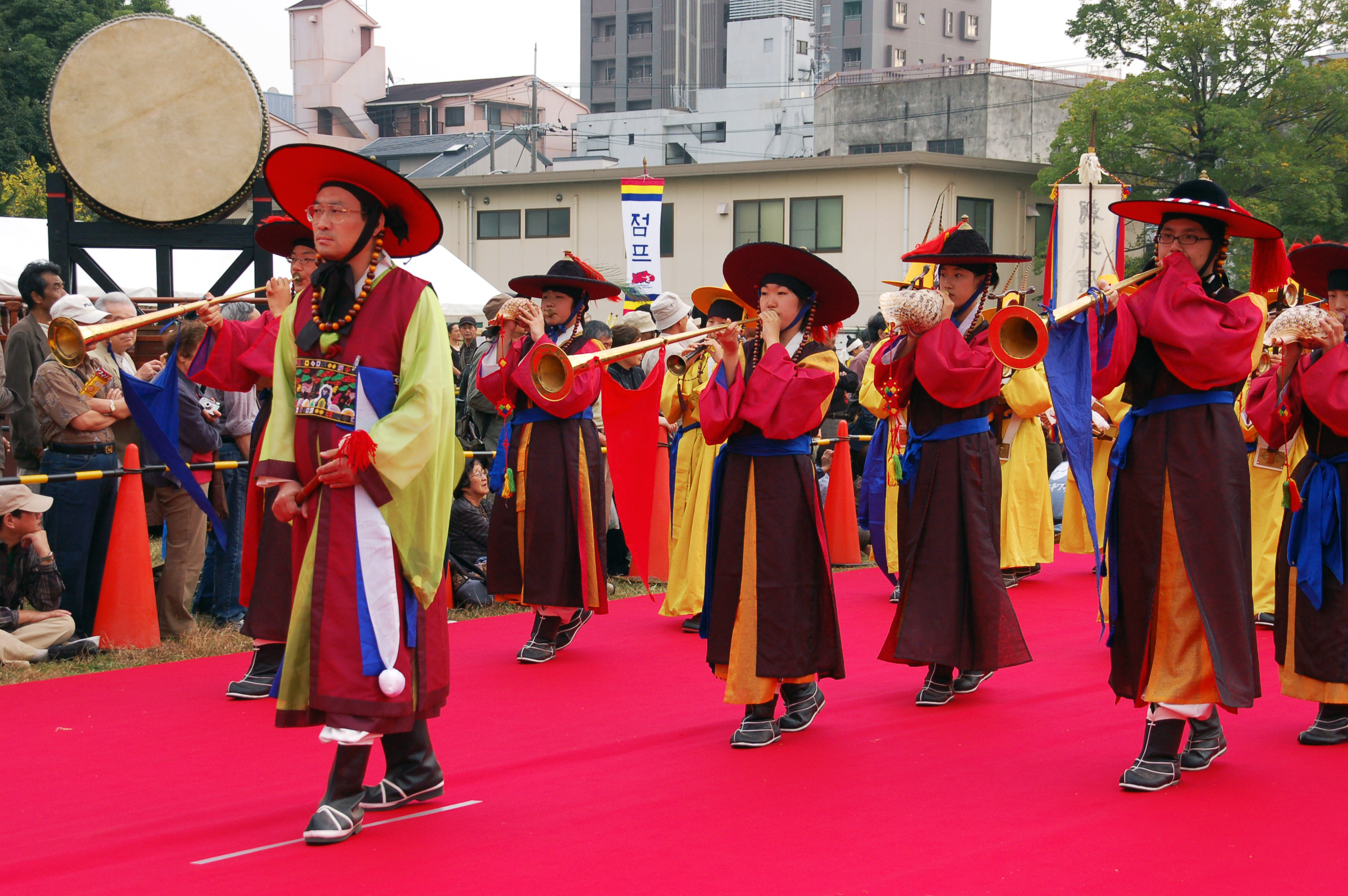
Daechwita, em Osaka, Japão